# Burdusaci, Bacău
Burdusaci este un sat în comuna Răchitoasa din județul Bacău, Moldova, România.
Satul Burdusaci este un sat relativ izolat pe o arteră secundară între Bacău și Bârlad, în apropiere de localitatea Podu Turcului. Ca particularitate, cea mai mare parte din sat nu se întinde de-a lungul șoselei, ci dincolo de cursul pârâului Zeletin.

## Personalități
- Ștefan Zeletin, economist și sociolog,
- Constantin Dimoftache sau C.D. Zeletin, medic, poet, eseist și traducător,
- acad. Miltiade Filipescu, geolog,
- Constantin Filipescu, agronom, autor coordonator al lucrării "Marea Enciclopedie Agricola a Romaniei".
- Nicolae Brăescu, tenor

Bustul lui Ștefan Zeletin se află în fața școlii, peste drum de biserica a cărei turlă mai păstrează spărtura făcută de o mitralieră sovietică în al doilea război mondial.